# Golden Ears Park
Golden Ears Park är en park i Kanada.   Den ligger i provinsen British Columbia, i den södra delen av landet, 3 500 km väster om huvudstaden Ottawa. Golden Ears Park ligger 1 096 meter över havet.
Terrängen runt Golden Ears Park är bergig. Runt Golden Ears Park är det mycket glesbefolkat, med 2 invånare per kvadratkilometer.. Det finns inga samhällen i närheten. 
I omgivningarna runt Golden Ears Park växer i huvudsak barrskog.